# Мирзоян, Эдуард Николаевич
Эдуа́рд Никола́евич Мирзоя́н  (род. 8 апреля 1931 — 13 сентября 2014) — советский и российский историк биологии, доктор биологических наук, с 1995 по 2014 гг. заведующий отделом истории химико-биологических наук ИИЕТ РАН.

## Биография
Из инженерно-технических работников. Окончил в 1953 году биолого-почвенный факультет Московского государственного университета. В 1955 году он поступил в аспирантуру ИИЕТ АН СССР. В 1959 году ему была присуждена степень кандидата биологических наук. В 1971 году защитил докторскую диссертацию «Развитие учения о рекапитуляции в биологии (к истории эволюционной морфологии)».
С 1975 года Эдуард Николаевич возглавлял в ИИЕТ РАН сектор истории биологии, а с 1995 года до конца жизни являлся заведующим отделом истории химико-биологических наук.

## Основные работы
Э. Н. Мирзоян — автор более 200 опубликованных работ. Наиболее известны его работы:
- История изучения индивидуального развития сельскохозяйственных животных в России. М., 1961.
- Индивидуальное развитие и эволюция. М., 1963.
- Развития учения о рекапитуляции. М., 1974.
- Московское общество испытателей природы: 200 лет служения России (1805—2005 гг.). М., 2005.
- Николай Иванович Вавилов и его учение. М., 2007.
- Становление экологических концепций в СССР: Семь выдающихся теорий. М., 2013.